# Мельниченко Сергій Володимирович (футболіст)
Сергій Володимирович Мельниченко (нар. 17 квітня 1965, Чернігів, УРСР) — радянський та український футболіст, півзахисник.

## Життєпис
Футбольну кар'єру розпочав 1983 року в «Десні», де за два сезони в Другій лізі СРСР зіграв 67 матчів (2 голи). З 1985 по 1986 рік дані про виступи Сергія Мельниченка відсутні. У 1987 році повернувся до «Десни», у футболці якої зіграв ще 22 матчі в Другій лізі СРСР. Наступний сезон провів у чернігівському «Гідротехніку» з чемпіонату Чернігівської області.
Влітку 1992 року став гравцем чернігівського «Текстильника», у складі якого два з половиною сезони виступав в аматорському чемпіонаті України. Навесні 1995 року підписав контракт з «Трансімпекс-Россю». У футболці білоцерківського клубу дебютував 4 квітня 1995 року в переможному (3:1) домашньому поєдинку 24-го туру Другої ліги України проти «Львова». Сергій вийшов на поле в стартовому складі та відіграв увесь матч. У другій половині сезону 1994/95 року та в першій половині сезону 1995/96 років зіграв 37 матчів у Другій лізі України та 1 поєдинок у кубку України. Під час зимової перерви сезону 1995/96 років знову повертається до «Десни». У футболці чернігівського клубу дебютував 4 квітня 1996 року в переможному (2:0) домашньому поєдинку 24-го туру групи А Другої ліги України проти «Славутича». Мельниченко вийшов на поле на 82-й хвилині, замінивши Володимира Авраменка. Єдиним голом на професіональному рівні відзначився 3 травня 1996 року на 6-й хвилині програного (1:2) виїзного поєдинку 31-го туру групи А Другої ліги проти тисменицького «Хутровика». Сергій вийшов на поле в стартовому складі, а на 76-й хвилині його замінив Олександр Кормич. До завершення вище вказаного сезону зіграв 12 матчів (1 гол) у Другій лізі України. З 1997 по 1998 рік виступав за «Домобудівник» (Чернігів) в аматорському чемпіонаті України.

## Досягнення
«Чексил» (Чернігів)
- Чемпіонат Чернігівської області
  -  Чемпіон (1): 1992